# Sara Curruchich

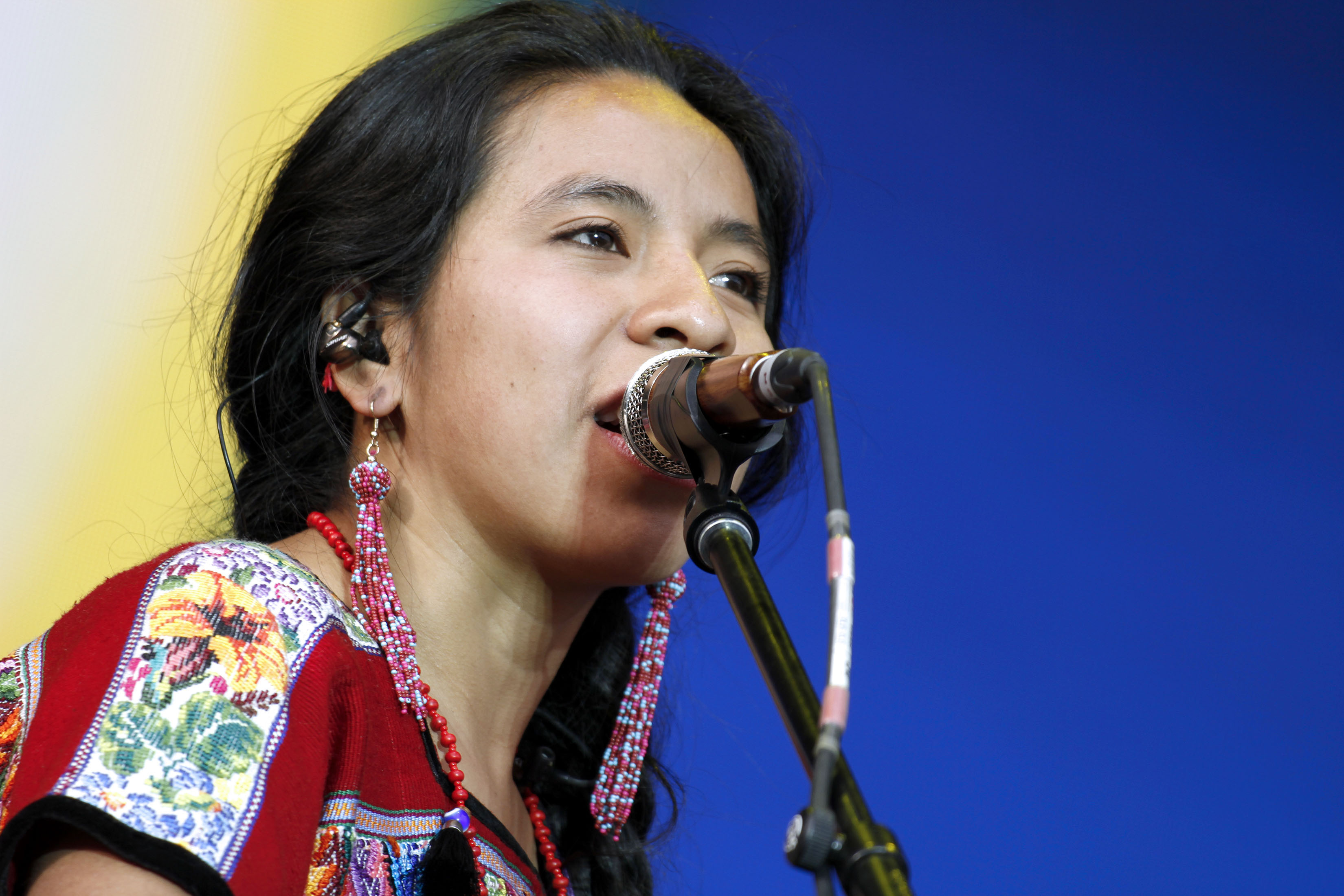
Sara Curruchich Cúmez

Sara Curruchich Cúmez (* 25. Juli 1993 in San Juan Comalapa, Guatemala, bekannt als Sara Curruchich) ist eine guatemaltekische Liedermacherin mit Maya-Kaqchikel-Hintergrund. Sie ist Aktivistin für die Rechte der Frauen und der indigenen Völker in Guatemala, die gegen Rassismus kämpft. Sie singt und komponiert ihre eigenen Lieder, spielt aber auch Gitarre und Marimba. Ihre Lieder handeln oft von dem Respekt vor der Natur und der Kultur der indigenen Maya-Gemeinschaften. In ihren Liedern mischt sie oft das Spanische, die Sprache der guatemaltekischen Eliten, mit Kaqchikel, ihrer Maya-Muttersprache, die sie stärken möchte. Mit der Ballade „Niña“ (Mädchen) erhielt sie mehr als 2 Millionen Aufrufe in den sozialen Medien, wodurch sie in Guatemala bekannt wurde.

## Frühe Lebensjahre
Sara Curruchich wurde am 25. Juli 1993 in San Juan Comalapa, einer Gemeinde in Chimaltenango, Guatemala geboren. Sie stammt aus dem Volk der Maya Kaqchikel. Seit ihrer Kindheit sang sie mit ihrer Familie und spielte Gitarre. Als Kind begleitete sie ihre Mutter, eine Haushälterin, oft zur Arbeit. Sara hörte ihrer Mutter beim Singen zu, während sie Wäsche wusch. Als Sara 9 Jahre alt war, starb ihr Vater. Deshalb machte sie mehrere Jahre lang keine Musik. Ihre Mutter verwendete das Geld, das sie mit ihrer Arbeit verdiente, um ihrer Tochter eine Ausbildung an der „Escuela Jesús María Alvarado Para Profesores de Música“ zu ermöglichen. Während ihres Studiums komponierte und schrieb sie viele Lieder in Kaqchikel. Sie wurde durch ihre Erfahrungen als Frau, ihren familiären Hintergrund und ihre Liebe zur Natur inspiriert. Diese Themen sind auch heute noch in ihren Musikstücken sehr präsent.

## Laufbahn als Musikerin
2012 wurde sie Teil der regionalen Marimba-Frauengruppe „Teclas en Armonía“. Im selben Jahr hatte sie dank einer Einladung eines deutschen Orchesters ihren ersten öffentlichen Soloauftritt.
Im März 2016 veröffentlichte sie ihre zweite Single "Resistir" (“Widerstand”), an der sie seit 2014 im „Análogo Digital“ Musikstudio gearbeitet hatte. Sie widmete dieses Lied allen Menschen, die gegen Unterdrückung, Diskriminierung und Gewalt kämpfen. In vielen Interviews kritisiert Sara die Übergriffe multinationaler Unternehmen in Guatemala, den Diebstahl indigenen Landes und Angriffe bis hin zum Mord an indigenen Aktivisten. 2016 machte Sara ihre erste Tour "Matyox K'aslem" in den USA. Sie trat im Bizarre Bushwick in Brooklyn auf und hatte auch einen Auftritt im Hauptquartier der UNO in New York City, während einer Sitzung des Permanent Forum on Indigenous Issues. Sie ist auch Partnerin von UN Women Guatemala.
Im Januar 2017 veröffentlichte sie die Single und den Videoclip „Ralk´wal Ulew“ (Söhne und Töchter der Erde), die auch Teil des Dokumentarfilms „500 Jahre“ von Pamela Yates wurde, einer bekannten Videofilmerin, die Sara in New York kennengelernt hatte. Das Lied handelt von den indigenen und urbanen sozialen Bewegungen, die zum Rücktritt von Otto Pérez Molina, des Präsidenten von Guatemala, führten. Das Lied richtet sich gegen die Korruption, besonders die der guatemaltekischen Regierung. Im selben Jahr veröffentlichte sie die Single „Ser del Viento“ mit dem guatemaltekischen Rapper Kontra. Das Musikvideo, das von Daniel Garcia produziert wurde, zeigt die Unterschiede zwischen dem Leben in städtischen und ländlichen Gemeinden in Guatemala. Sara Curruchichs Tour „Raíz“ durch ganz Guatemala hatte zum Ziel, Musik in entlegene indigene Gemeinden zu bringen. Ein kurzer Dokumentarfilm „Desde Nuestro Muxu´s“ über diese Tour von Regisseur Juan Pablo Rojas wurde 2019 veröffentlicht und gewann eine Auszeichnung bei der Best Shorts Competition in den USA.
Am 3. Juni 2017 trat Sara mit den Dresdner Sinfonikern in Tijuana, Mexiko, auf. Die Performance war Teil einer Demonstration gegen Donald Trump und den Bau einer Mauer zwischen Mexiko und den USA. Der Auftritt, an dem auch wichtige mexikanische Künstler wie Ceci Bastida und die Musikgruppe „Tijuana No!“ teilnahmen, fand direkt an der Grenze statt. Sara Curruchich ist auch zusammen mit dem Sänger und Liedermacher Fernando López und der guatemaltekischen Maya-Rockgruppe „Sobrevivencia“ aufgetreten, die in der Mam-Sprache singt.
Ihr Debütalbum "Somos" (“wir sind”) wurde 2019 veröffentlicht. Sara sagt, das Album verbinde "traditionelle guatemaltekische Musik mit zeitgenössischen Instrumenten und Klängen". In den Texten des Albums geht es um die Erfahrung des Frauseins, die Erinnerung an die Vorfahren, die Beziehung zwischen Mensch und Natur, die Grausamkeiten des Krieges und die Kraft der Liebe. Im selben Jahr hatte sie eine Tour durch Guatemala "Somos".
2020 begann sie ein Projekt zur Zusammenstellung von Musik indigener Frauen aus ganz Lateinamerika. Ihr Plan, ein Musikfestival mit diesen indigenen Musikerinnen zu veranstalten, ließ sich aufgrund der COVID-19-Pandemie nicht in die Tat umsetzen. Sara Currichich nahm am 15. November 2020 an einem akustischen Online-Benefizkonzert für die Opfer des Hurrikans Eta in Guatemala teil. An diesem Konzert nahmen auch Künstler wie Ana Tijoux, Rozalén, Andrea Echeverri, Gaby Moreno, Sol Pereyra, Amparo Sánchez, Rebecca Lane und Carmen María Vega teil.
Im August 2021 veröffentlichte sie zusammen mit Lila Downs das Lied "Pueblos" (Völker). Das Lied wurde anlässlich des internationalen Tages der indigenen Völker veröffentlicht. Das Lied feiert indigene Völker und ihren Kampf für Gleichheit und Freiheit. Am 22. Oktober 2021 veröffentlichte Curruchich ihr zweites Studioalbum „Mujer Indígena“ (Indigene Frau). Es enthält Kollaborationen mit den spanischen Künstlern Muerdo und Amparo Sanchez.

## Diskographie

### Alben
- Somos (2019)
- Mujer Indígena (2021)

### Singles
- Ch'uti'xtän (2015)
- Resistir (2016)
- Ralk’wal Ulew (2017)
- Ser del Viento (2017)
- Entre la Gente (2018)
- Ixoqi' (2019)
- Tukur (2020)
- La Siguanaba (2020)
- Junam (2020)
- Pueblos (2021)